# Улрих I фон Рехберг
Улрих I фон Рехберг (на немски: Ulrich I von Rechberg, „in de Kappen“; † 10 юли 1458, Франкфурт на Майн), наречен „ин де Капен“, от благородническия швабски род Рехберг, е господар на Хоенрехберг (при Швебиш Гмюнд).

## Произход
Той е син на Хайнрих фон Рехберг († 1437) и съпругата му Агнес фон Хелфенщайн († сл. 1416), дъщеря на граф Улрих XIII фон Хелфенщайн († 1375) и съпругата му Анна фон Йотинген († 1410/1411), дъщеря на граф Лудвиг XI фон Йотинген († 1370) и графиня Имагина фон Шауенбург († 1377).
Брат е на Албрехт II фон Хоенрехберг, княжески епископ на Айхщет (1429 – 1445), Вилхелм II фон Рехберг 'Стари' († 1453), Конрад († сл. 1419), Хайнрих († сл. 1424), Волф († сл. 1438), Георг († сл. 1479) и Ханс фон Рехберг († 1474).

## Фамилия
Първи брак: с Кунигунда фон Розенбах († 24 март 1452). Те имат пет деца:
- Вилхелм фон Рехберг († 1505?; fl 1459 – 1505), господар на Нойбург а.д. Камлах, пфлегер на Варберг, женен пр. 1463 г. за Елизабет фон Елербах († сл. 1463), дъщеря на Хайнрих фон Елербах
- Улрих II фон Рехберг († 9 септември 1496), fl 1459, господар на Хоенрехберг и Хойхлинген, женен пр. 1473 г. за Анна фон Венинген († сл. 15 ноември 1497), вдовица на Дитрих фон Геминген, дъщеря на Дитрих фон Венинген и Маргарета фон Хандшухсхайм; баща на Волф II фон Рехберг (* 1486; † 27 юни 1540)
- Агнес († сл. 1481), омъжена пр. 1481 г. за Конрад Шпет фон Унтермархтал († 1512), вюртембергски дворцов-майстер
- Барбара, омъжена за Хайнрих Нотхафт
- Кунигунда, омъжена за Даниел фом Щайн

Втори брак: пр. 25 юли 1455 г. с Агнес фон Мач († сл. 1464), вдовица на граф Хайнрих VII фон Верденберг-Зарганс-Зоненберг († сл. 1447), дъщеря на граф Улрих VI фон Мач-Кирхберг († 1443/1444) и Барбара фон Щаркенберг († 1425/1430). Те нямат деца.